# Nicolae Kalinderu
Nicolae Kalinderu (ur. 6 grudnia 1832 w Bukareszcie, zm. 16 kwietnia 1902 w Ciulniţa) – rumuński lekarz.
Studiował w Paryżu, w 1879 roku ukończył studia i w 1887 roku został profesorem nadzwyczajnym medycyny wewnętrznej na Uniwersytecie w Bukareszcie. Był też prymariuszem w szpitalu Brâncovenesc. Jako jeden z pierwszych rumuńskich lekarzy publikował w zagranicznych czasopismach medycznych.

## Wybrane prace
- Introductiune la clinica medicala. Bucurese, 1887
- Memoriu asupra leprei în România. Bucurese, 1889
- Despre adeno-carcinom pe un ficat cirotic; origina sa: variatele opiniun in aceasta privinta, 1896
- La lèpre en Roumanie. Berlin, 1897
- Lepra în România, distribu a intinderea sa. Romania med., 1898
- Manifestatiunile spinale, ale blenoragie, 1899